# Municipio de Wayne (Dakota del Norte)
El municipio de Wayne (en inglés: Wayne Township) es un municipio ubicado en el condado de Bottineau en el estado estadounidense de Dakota del Norte. En el año 2010 tenía una población de 32 habitantes y una densidad poblacional de 0,28 personas por km².

## Geografía
El municipio de Wayne se encuentra ubicado en las coordenadas 48°56′39″N 101°9′28″O / 48.94417, -101.15778. Según la Oficina del Censo de los Estados Unidos, el municipio tiene una superficie total de 113.47 km², de la cual 112,72 km² corresponden a tierra firme y (0,66 %) 0,74 km² es agua.

## Demografía
Según el censo de 2010, había 32 personas residiendo en el municipio de Wayne. La densidad de población era de 0,28 hab./km². De los 32 habitantes, el municipio de Wayne estaba compuesto por el 100 % blancos. Del total de la población el 0 % eran hispanos o latinos de cualquier raza.